# Ordre du Mérite de la République fédérale d'Allemagne
Pour les articles homonymes, voir Ordre du Mérite.
La croix fédérale du Mérite, en allemand Bundesverdienstkreuz, de son nom complet ordre du Mérite de la République fédérale d'Allemagne, en allemand Verdienstorden der Bundesrepublik Deutschland, a été créée en 1951 par le président fédéral Theodor Heuss. C'est la seule distinction honorifique générale et, par conséquent, la récompense la plus élevée destinée à honorer des mérites acquis au service du pays et de la collectivité.
L'ordre du Mérite est attribué à des citoyens allemands et étrangers, en récompense de mérites acquis dans les domaines social, intellectuel, politique et économique, ainsi que des mérites particuliers acquis au service de la République fédérale d'Allemagne, par exemple dans les domaines social, caritatif et relationnel. L'attribution de l'ordre du Mérite n'est pas assortie d'une dotation financière.

## Histoire
L'ordre fut établi par décret du président fédéral Theodor Heuss le 7 septembre 1951. Le Décret portant création de l'ordre du Mérite de la République fédérale d'Allemagne, signé par Heuss avec le chancelier Konrad Adenauer et le ministre de l'intérieur Robert Lehr, stipule :

« Désireux d'exprimer visiblement reconnaissance et gratitude aux hommes et aux femmes méritants du peuple allemand et de l'étranger, j'institue l'ordre du Mérite de la République fédérale d'Allemagne à l'occasion du 2e anniversaire de la République fédérale d'Allemagne.
[L'ordre] est décerné pour récompenser les réalisations qui ont servi à la reconstruction du pays dans les domaines politique, socio-économique et intellectuel, et est destiné à honorer tous ceux dont le travail contribue à l'essor pacifique de la République fédérale d'Allemagne. »

Selon ce même décret, les différentes classes de l'ordre sont:
1. Croix du Mérite avec ruban (chevalier)
2. Croix du Mérite avec ruban de 1re classe (officier)
3. Grande croix du Mérite (commandeur)
4. Grande croix du Mérite avec étoile (grand officier)
5. Grand-croix
6. Grand-croix de classe spéciale

Le premier récipiendaire de cette décoration est le mineur Franz Brandl (de), qui a reçu la croix du Mérite des mains du président Heuss le 19 septembre 1951. Franz Brandl s'était illustré en sauvant, au péril de sa vie, deux collègues lors de l'inondation d'une mine de cuivre.
En 1952, une version spéciale de la croix du mérite est introduite pour les ouvriers et les employés ayant travaillé pour le même employeur pendant 50 ans ; cette décoration, connue sous le nom de « coix du mérite avec ruban pour les employés célébrant les anniversaires de travail », n'est plus décernée depuis 1966.
En 1955, la « médaille du Mérite » (Verdienstmedaille) est introduite comme grade le plus bas, et le « grade exceptionnel de grand-croix » (Sonderstufe des Großkreuzes) comme grade le plus élevé. Le grade exceptionnel de grand-croix est attribué ex officio au président fédéral lors de sa prise de fonction, et est réservé aux chefs d'État et à leur famille.

## Nomination et promotion

### Modalités
Lors de son entrée dans l'ordre, le décoré doit recevoir en premier la médaille du mérite ou la croix du mérite avec ruban (pour les personnes de plus de quarante ans), avant d'être admis à un grade plus élevé. Les grades suivants sont accordés pour de nouveaux mérites reconnus avec une condition d'ancienneté dans le grade précédent. Pour des faits exceptionnels, une dérogation à ces dispositions peut être accordée. Selon son statut, l'ordre du Mérite de la République fédérale d'Allemagne ne peut pas être décerné à titre posthume, bien que plusieurs exceptions ont existé, généralement en raison des circonstances du décès.
La décoration est décernée par le président fédéral sur proposition du ministre-président du Land de résidence, ou d'une autre autorité administrative. Les citoyens allemands résidant à l'étranger sont généralement décorés par l'ambassadeur local.
Certains fonctionnaires, militaires et magistrats se voient attribuer automatiquement un grade dans l'ordre lorsqu'ils quittent leurs fonctions. C'est par exemple le cas du chef d'État-Major de la Bundeswehr qui est décoré de la croix de commandeur à la fin de son mandat.

## Insigne

### Description

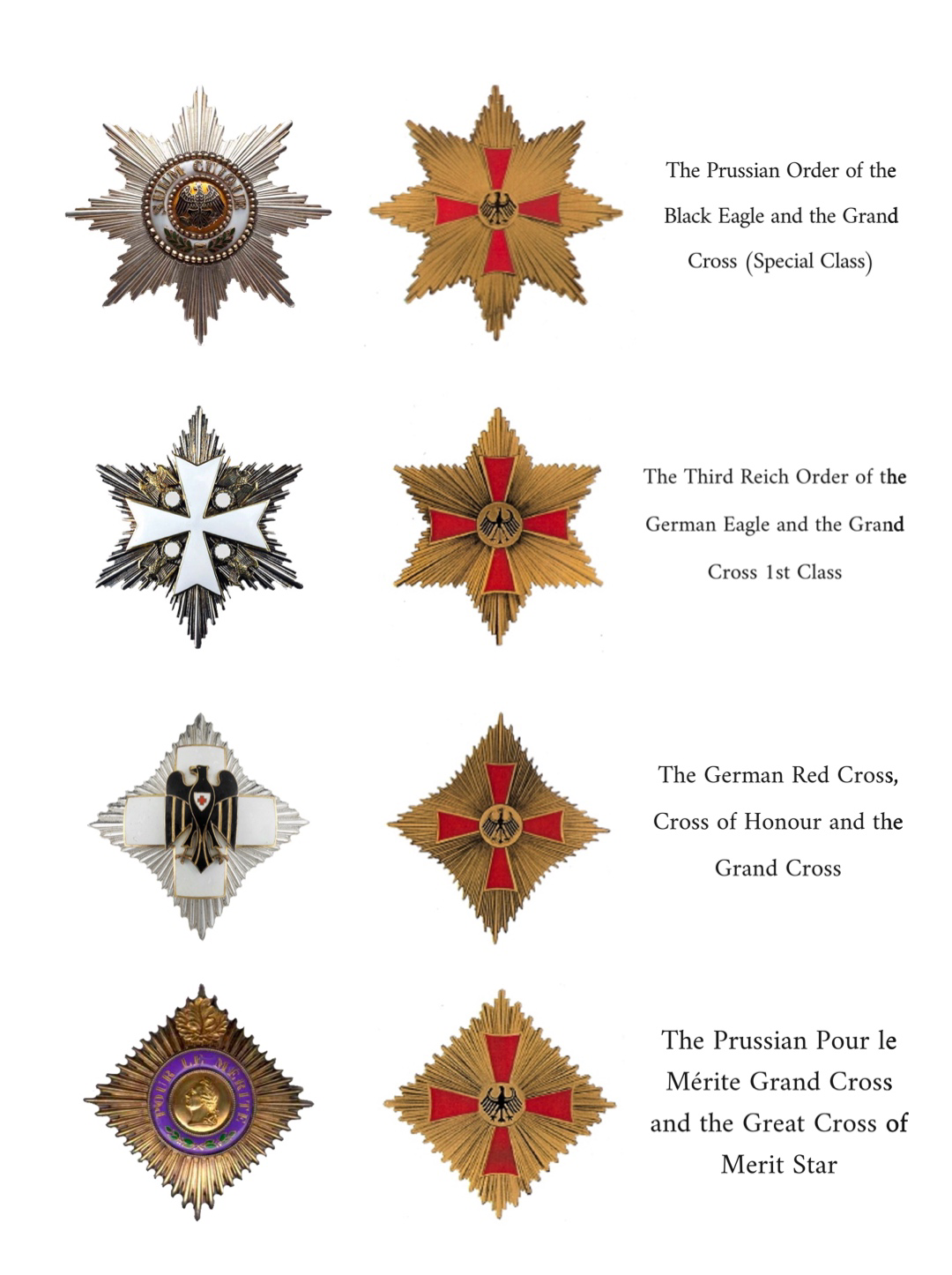
Similitudes des différentes étoiles de la Bundesverdienstkreuz avec l'ordre de l'Aigle noir, l'ordre de l'Aigle allemand, la décoration de la Croix rouge du Troisième Reich et l'ordre Pour le Mérite.

À l'exception de la médaille d'honneur, le grade le plus bas, l'insigne est le même pour les grades, les insignes de chevalier et d'officier étant émaillés uniquement sur l'avers. Par ailleurs, les femmes portent un insigne et un ruban légèrement plus petits que les hommes.
L'insigne de l'ordre est une croix pattée d'or émaillée de gueules, accompagné en son centre un disque d'or portant une aigle fédérale allemande noire.
La plaque est une étoile d'or dont la taille et le nombre de branches varient selon le grade, avec l'insigne de l'ordre superposé dessus. On peut remarquer que les plaques de l'ordre présentent des similitudes avec les plaques d'anciens ordres historiques allemands (voir illustration).
Le ruban de la décoration présente les couleurs du drapeau allemand, avec une large bande centrale rouge bordée aux extrémités de bandes or-noir-or.

### Grades
| Classe                                                                                         | Insigne | Ruban | Port                                     | Caractéristiques                                                        | Classe internationale |
| ---------------------------------------------------------------------------------------------- | ------- | ----- | ---------------------------------------- | ----------------------------------------------------------------------- | --------------------- |
| Médaille (Verdienstmedaille)                                                                   |         |       | à la poitrine gauche, ruban              |                                                                         | Médaille              |
| Croix de chevalier (Verdienstkreuz am Bande)                                                   |         |       | à la poitrine gauche, ruban              |                                                                         | Chevalier             |
| Croix de chevalier, pour anniversaire de travail (Verdienstkreuz am Bande für Arbeitsjubilare) |         |       | à la poitrine gauche, ruban              | agrafe dorée avec inscription "50"                                      | Chevalier             |
| Croix d'officier (Verdienstkreuz I. Klasse)                                                    |         |       | à la poitrine gauche, insigne sans ruban |                                                                         | Officier              |
| Croix de commandeur (Großes Verdienstkreuz)                                                    |         |       | en sautoir                               |                                                                         | Commandeur            |
| Croix de grand officier (Großes Verdienstkreuz mit Stern)                                      |         |       | en sautoir, plaque à gauche              |                                                                         | Grand officier        |
| Croix de grand commandeur (Großes Verdienstkreuz mit Stern und Schulterband)                   |         |       | en écharpe, plaque à gauche              | 4 branches, voûtée                                                      | Grand commandeur      |
| Grand-croix (Großkreuz)                                                                        |         |       | en écharpe, plaque à gauche              | 6 branches, voûté, aigle imprimée, écharpe rouge                        | Grand-croix           |
| Grand-croix, classe spéciale (Großkreuz in besonderer Ausführung)                              |         |       | en écharpe, plaque à gauche              | 6 branches, voûtée, aigle imprimée, couronne de lauriers, écharpe rouge | Grand-croix spéciale  |
| Grand-croix, classe exceptionnelle (Sonderstufe des Großkreuzes)                               |         |       | en écharpe, plaque à gauche              | 8 branches, voûtée, aigle peinte à la main, écharpe rouge               | Ordre suprême         |

## Récipiendaires de la croix fédérale du Mérite
- Albertine Badenberg
- Gisela Breitling
- Margarete Buber-Neumann
- Aenne Burda
- Hanne-Nüte Kämmerer
- Hanna Kiep
- Shermin Langhoff
- Louise Schroeder
- Gertrud Staewen
- Rose Valland
- Margarete Sommer
- Hildegard Knef

### Personnalités ayant refusé leur nomination ou rendu leur décoration
- Sabine Ball
- Heinrich Böll
- Inge Deutschkron
- Erika Drees
- Elisabeth Forck
- Aenne Franz
- Barbara Gladysch
- Monika Hauser
- Hans-Olaf Henkel
- Florence Hervé
- Heidi Kabel
- Manfred Kölsch
- Ingrid Köppe
- Kay Lorentz
- Lore Lorentz
- Irmela Mensah-Schramm
- Hanna Meyer-Moses
- Inge Meysel
- Helmut Schmidt
- Hans Ernst Schneider, pour imposture